# (641) Agnes
(641) Agnes ist ein Asteroid des Hauptgürtels, der am 8. September 1907 vom deutschen Astronomen Max Wolf in Heidelberg entdeckt wurde. 
Die Herkunft des Namens ist unbekannt.